# Ingerid Gjøstein Resi
Ingerid Gjøstein Resi (* 15. Juli 1901 in Stavanger; † 6. August 1955 in der Sowjetunion) war eine norwegische liberale Politikerin und Frauenrechtlerin. Sie war von 1952 bis zu ihrem Tod Präsidentin der Norsk Kvinnesaksforening.

## Leben
Sie studierte an der Universität Oslo Linguistik und schloss 1931 ihr Studium ab. Ab 1931 war sie als wissenschaftliche Mitarbeiterin im Det norske litterære ordboksverk (heute Abteilung für Literatur, Landeskunde und Europäische Sprachen an der Universität Oslo) angestellt und forschte u. a. zum Wortschatz der ältesten norwegischen Handschriften. Gleichzeitig arbeitete sie als Chefstenographin im Storting.
Resi engagierte sich in der Norsk Kvinnesaksforening (NKF) und der Liberalen Partei. Sie war 1948–1950 Vorsitzende der Osloer Abteilung der NKF, 1948–1952 1. Vizepräsidentin der NKF auf nationaler Ebene und von 1952 bis zu ihrem Tod 1955 Präsidentin der NKF.
Sie war Mitglied des Landesvorstands der Liberalen Partei und vertrat die Partei ab 1952 im Gemeinderat und Vorsitz von Oppegård. Sie war in den 1940er und 1950er Jahren auch mehrmals Stortingskandidatin für die Liberale Partei in Akershus, u. a. zweite Kandidatin bei den Parlamentswahlen 1949.
Sie kam im August 1955 bei einem Flugzeugabsturz in der Sowjetunion ums Leben, als sie Teil einer norwegischen diplomatischen Delegation war.

## Familie
Sie war die Tochter des Politikers Johan Gjøstein und der Frauenrechtlerin Anna Gjøstein. Sie heiratete den Pfarrer Oscar Resi und war die Mutter des Journalisten Kjell Gjøstein Resi und der Professorin Heid Gjøstein Resi.